# Zimpel (Datenbank)
Zimpel  (Eigenschreibweise: zimpel) ist eine Online-Datenbank über Medien und Journalisten für die Öffentlichkeitsarbeit von Unternehmen, Kommunikations-Experten und Pressesprechern. Es gilt als Standardnachschlagewerk.

## Geschichte
Der „Zimpel“ wurde zu Beginn der 1970er Jahre von Dieter Zimpel als Loseblattsammlung in München ins Leben gerufen. Im Jahr 2000 wurde das Blattwerk digitalisiert und als Online-Datenbank weiterentwickelt. 2010 wurde die Druckausgabe eingestellt.
Im Jahre 2013 wurde der „Zimpel“ von der dpa-Tochter news aktuell gekauft und mit der Anwendung „epic relations“ verschmolzen.

## Beschreibung
Zimpel vereint über 612.000 nationale und internationale DSGVO-konforme Kontaktadressen zu Journalisten, Redaktionen, Bloggern und Influencern. Der Datenbestand kann u. a. nach Themen, Mediengattungen oder Regionen durchsucht werden. Die Datenbank bietet zusätzliche Funktionen wie Verteilererstellung, Mailingtool, Versandprotokolle sowie Ergebnisauswertung. Die Aufnahme in die Datenbank ist für Journalisten, Redaktionen, Blogger und Influencer kostenlos. Die Nutzung dieser Daten im Rahmen der Öffentlichkeitsarbeit von Unternehmen ist kostenpflichtig.
In der Schweiz ist die Datenbank unter dem Namen renteria bekannt und wird dort von news aktuell (Schweiz) AG, einer hundertprozentigen Tochter der news aktuell GmbH, betrieben.